# ГАЕС Jīxī
ГАЕС Jīxī (安徽绩溪抽水蓄能电站) — гідроакумулювальна електростанція, що споруджується на сході Китаю у провінції Аньхой. Резервуари станції створять у сточищі річки Dengyauanhe, лівої притоки Lianjiang, котра, своєю чергою, є лівою притокою Xin'an (ліва твірна річки Фучун, яка впадає до Східнокитайського моря у місті Ханчжоу).
Нижній резервуар споруджується на правій притоці Dengyauanhe, яку перекриють кам'яно-накидною греблею із бетонним облицюванням висотою 64 метри та довжиною 480 метрів. Вона утримуватиме водосховище з об'ємом 10,9 млн м3 та коливанням рівня поверхні в операційному режимі між позначками 318 та 340 метрів НРМ.
Верхній резервуар, створений на струмку що впадає ліворуч до нижнього сховища, утримуватиме так само кам'яно-накидна гребля із бетонним облицюванням висотою 114 метрів та довжиною 330 метрів. Це водосховище матиме об'єм 10,6 млн м3 (корисний об'єм 8,7 млн м3) та коливання рівня поверхні в операційному режимі між позначками 921 та 961 метр НРМ.
З верхнього резервуара до машинного залу ресурс подаватиметься через три напірні тунелі довжиною по 1,7 км, тоді як із нижньою водоймою зал сполучатимуть тунелі довжиною  по 1,5 км. Споруджений у підземному виконанні машинний зал матиме розміри 210 × 24 метри при висоті 53 метри, крім того, знадобиться окреме підземне приміщення для трансформаторного обладнання розмірами 213 × 20 метрів при висоті 22 метри.
Основне обладнання станції становитимуть шість оборотних турбін типу Френсіс потужністю по 300 МВт, які використовуватимуть напір у 599 метрів та забезпечуватимуть виробництво 3 млрд кВт·год електроенергії при споживанні для зворотного закачування 4 млрд кВт·год.
Зв'язок з енергосистемою відбуватиметься по ЛЕП, розрахованій на роботу під напругою 500 кВ.
Введення гідроагрегатів у експлуатацію заплановане на 2020 рік.